# Coringasuchus
Coringasuchus is een geslacht van uitgestorven mesoeucrocodylide Crocodyliformes, misschien een notosuchiër. Het is bekend van fossielen, waaronder schedelmateriaal dat is ontdekt in rotsen van de vroege Alcântaraformatie uit het Laat-Krijt van het Cenomanien, op het eiland Cajual, in het noordoosten van Brazilië. 
Coringasuchus werd in 2009 benoemd en beschreven door Alexander Kellner e.a.. De typesoort is Coringasuchus anisodontis. De geslachtsnaam verwijst naar het Laje do Coringa waarin Cajugal ligt. De soortaanduiding betekent 'met ongelijke tanden', een verwijzing naar het sterk heterodonte gebit.
Het holotype is MN 7128-V, een rechterdentarium.